# エオマイア (漫画)
『エオマイア』はタカハシマコによる漫画作品。『漫画アクション増刊コミックハイ!』Vol.1 - 16に掲載。
主人公の少女、緑野ハルは新興住宅地に父と住む平凡な中学生であったが、クラスメイトの岡田真紀が溶けて死亡するという怪奇な事件を契機に、彼女の周りで次々に異変が起き、やがてその真相が露わになっていく。

## 各話タイトル
1. 貯水池
2. 粘液
3. 怪獣
4. ウイルス
5. 怒り
6. 嘘
7. 誰でも
8. サンプル
9. ゴミ置き場
10. 赤ちゃん
11. ヒーロー
12. 意味
13. ひとつ
14. 一ヶ月
15. 墓
16. 生きる